# Poste de Tomsk
La poste de Tomsk (Томский почтамт) est la poste centrale de la ville de Tomsk. Elle se trouve au n° 93 de la perspective Lénine.

## Histoire

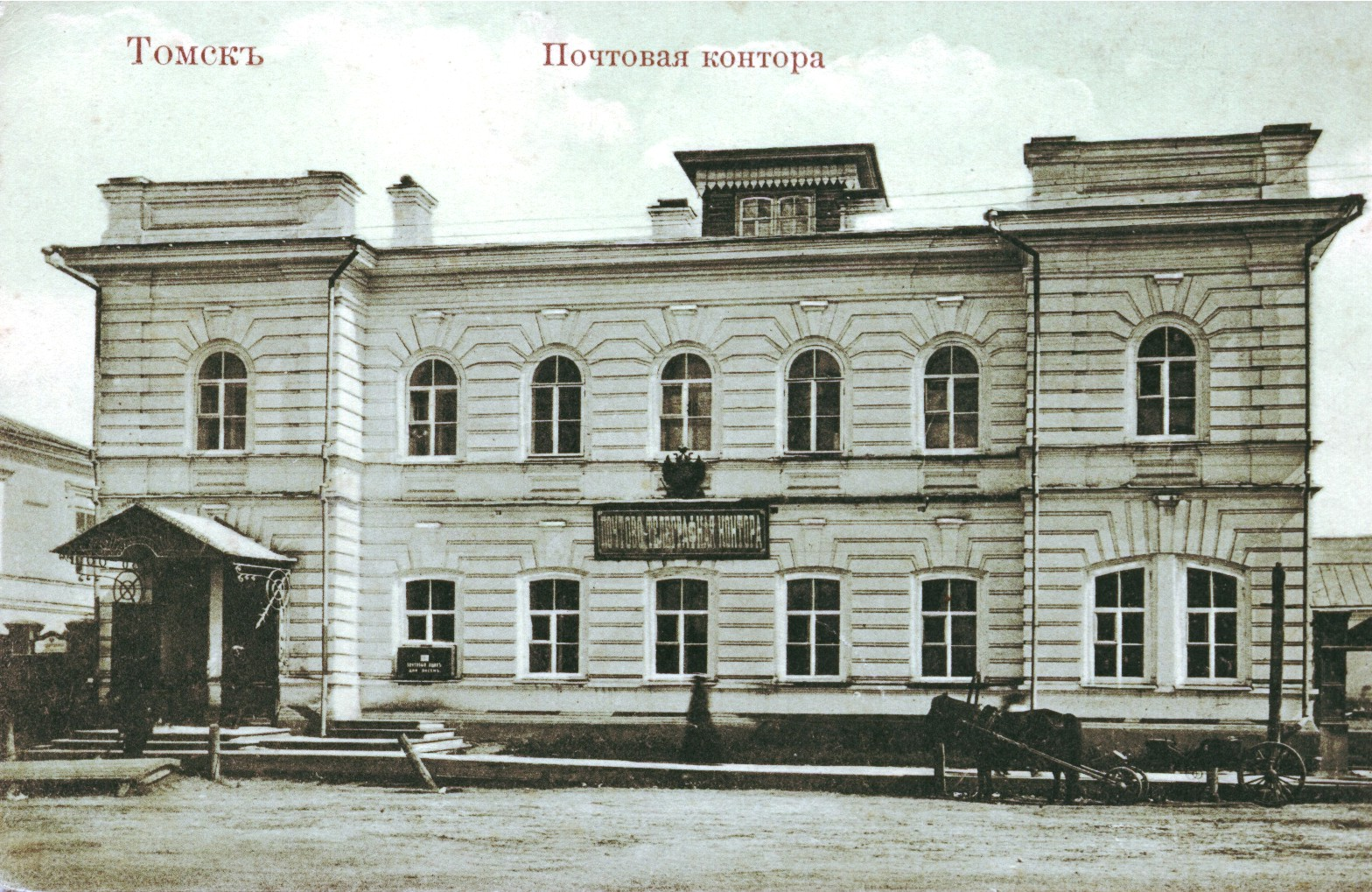
La poste au début du XXe siècle.

L'ouïezd de Tomsk ouvre une poste en 1782; elle fait alors partie de la province de Tobolsk. Son bâtiment propre est édifié en 1799 sur la colline de la Yourte. Avec la formation de la province (gouvernement) de Tomsk en 1804, ce bureau de poste devient la poste centrale de la province dont dépendent ceux des ouïezds de Biïsk, de Kouznetsk, de Kaïnsk et de Narym. En 1830, il dépend du 11e district postal (de Tobolsk) nouvellement créé. La direction du service de la poste de la province est assurée par Matthias von Hedenström. Tomsk devient le centre du district de la poste de Sibérie en 1859.
Avec l'apparition du télégraphe, un district télégraphique est formé à partir de Tomsk; le premier télégramme envoyé de Tomsk l'est en octobre 1863. Les services de poste et de télégraphe sont réunis en 1885; le centre est à Tomsk et en dépendent la province de l'Enisseï et l'oblast de Semipalatinsk.
Le 24 août 1870, le bureau de poste de Tomsk commence à assurer des abonnements aux journaux et aux revues.
Le nouveau bureau de la poste centrale et du télégraphe est construit en 1899-1901 selon les plans de l'ingénieur civil Novikov sous la supervision de l'architecte Fortunat Gut. Il s'agit d'un édifice de briques à un étage supérieur donnant sur la rue de la Poste (aujourd'hui perspective Lénine). Viktor Khabarov participe aux travaux.

## Époque contemporaine
La compagnie publique « Tomsktélécom » est fondée le 17 décembre 1993».
En 2003, la poste de Tomsk fait partie de l'entreprise unitaire «Poste de Russie».